# Pseudohypaspidius giovannii
Pseudohypaspidius giovannii är en skalbaggsart som beskrevs av Soula 2002. Pseudohypaspidius giovannii ingår i släktet Pseudohypaspidius och familjen Rutelidae. Inga underarter finns listade i Catalogue of Life.